# Sciuromorpha
Sciuromorpha (sciurimorfele) este un subordin de rozătoare, care include, printre alte specii, pârșii, veverițele și marmotele.

## Taxonomie
Subordinul sciurimorfelor include 307 specii grupate în 61 de genuri și trei familii; în plus, mai sunt alte patru familii dispărute:
- Familia Allomyidae †
- Familia Aplodontiidae
- Familia Gliridae
- Familia Mylagaulidae †
- Familia Reithroparamyidae †
- Familia Sciuridae
- Familia Theridomyidae †